# Rüdiger Bubner
Rüdiger Bubner (* 9. Mai 1941 in Lüdenscheid; † 9. Februar 2007 in Heidelberg) war ein deutscher Philosoph und Professor an den Universitäten Frankfurt, Tübingen und Heidelberg.

## Biografie
Rüdiger Bubner studierte nach dem bereits im Alter von 17 Jahren in Lüdenscheidt abgelegten Abitur Klassische Philologie und Philosophie an den Universitäten Tübingen, Wien, Heidelberg und Oxford. 1964 wurde er in Heidelberg von Hans-Georg Gadamer mit der Dissertation  „Phänomenologie, Reflexion und cartesianische Existenz. Zu Jean-Paul Sartres Begriff des Bewußtseins“ promoviert, die als Dissertationsdruck 1964 in Heidelberg erschien. 1973 wurde er als Nachfolger Theodor W. Adornos Professor für Philosophie in Frankfurt am Main, ab 1979 lehrte er an der Universität Tübingen, dann ab 1996 in Heidelberg. Bubner war Präsident der Internationalen Vereinigung zur Förderung des Studiums der Hegelschen Philosophie. Seit 1995 war er ordentliches Mitglied der Heidelberger Akademie der Wissenschaften. Von 1996 bis 2007 war er Präsident der Internationalen Hegel-Vereinigung.

## Forschungsfelder
Historische Schwerpunkte von Bubners Arbeit waren in der Antike Platon und Aristoteles, in der Neuzeit der Deutsche Idealismus und die Moderne des 19. und 20. Jahrhunderts. Seine systematischen Schwerpunkte lagen in der philosophischen Hermeneutik und Sprachphilosophie, in der politischen und praktischen Philosophie sowie in der Ästhetik. Zur 68er-Bewegung stand er in kritischer Distanz und beharrte auf dem hohen Wert aufgeklärter, verantwortungsbewusster und zum Abgleich individueller Interessen mit dem Gemeinwohl bereiter Bürgerlichkeit als Existenzform „einer politischen Exzellenz“, da sie, recht verstanden,  den „Kern jeder anspruchsvollen Gemeinschaft“ und damit das Fundament von Kultur, Gesellschaft und Staat darstelle, ohne das „die ganze Rationalität der Verfahren und Techniken der Moderne nicht mehr helfen“ könne.

## Ehrungen
2005 erhielt Rüdiger Bubner die Ehrendoktorwürde der Theologischen Fakultät der Universität Freiburg (Schweiz).

## Veröffentlichungen
Autor
- Ästhetische Erfahrung. Suhrkamp, Frankfurt am Main 1989, ISBN 3-518-11564-2.
- Antike Themen und ihre moderne Verwandlung. Suhrkamp, Frankfurt am Main 1992, ISBN 3-518-28598-X.
- Dialektik als Topik. Bausteine zu einer lebensweltlichen Theorie der Rationalität. Suhrkamp, Frankfurt am Main 1990, ISBN 3-518-11591-X.
- Dialektik und Wissenschaft. Suhrkamp, Frankfurt am Main 1973, ISBN 3-518-00597-9.
- Drei Studien zur Politischen Philosophie. Vorgetragen am 10. Mai 1997. (= Schriften der Heidelberger Akademie der Wissenschaften/Philosophisch-Historische Klasse. 11). Universitätsverlag C. Winter, Heidelberg 1999, ISBN 3-8253-0863-4.
- Geschichtsprozesse und Handlungsnormen. Suhrkamp, Frankfurt am Main 1984, ISBN 3-518-28063-5.
- Handlung, Sprache und Vernunft. Grundbegriffe praktischer Philosophie. Suhrkamp, Frankfurt am Main 1982, ISBN 3-518-27982-3.
- Innovationen des Idealismus (= Neue Studien. Band 8). Vandenhoeck & Ruprecht, Göttingen 1995, ISBN 3-525-30508-7.
- Modern German Philosophy. Cambridge University Press, Cambridge 1981, ISBN 0-521-29711-7.
- Phänomenologie, Reflexion und Cartesianische Existenz. Zu Jean-Paul Sartres Begriff des Bewußtseins. Dissertation. Universität Heidelberg, 1964.
- Polis und Staat. Grundlinien der Politischen Philosophie. Suhrkamp, Frankfurt am Main 2002, ISBN 3-518-29187-4.
- Welche Rationalität bekommt der Gesellschaft? Vier Kapitel aus dem Naturrecht. Suhrkamp, Frankfurt am Main 1996, ISBN 3-518-28858-X.
- Zwischenrufe. Aus den bewegten Jahren. Suhrkamp, Frankfurt am Main 1993, ISBN 3-518-11814-5.

Herausgeber
- Sprache und Analysis. Göttingen 1968.
- Wirkungen Heideggers. Göttingen 1984.
- Geschichte der Philosophie in Text und Darstellung. 9 Bände. Reclam, Stuttgart 1978–2004